# Aartsbisdom Lipa

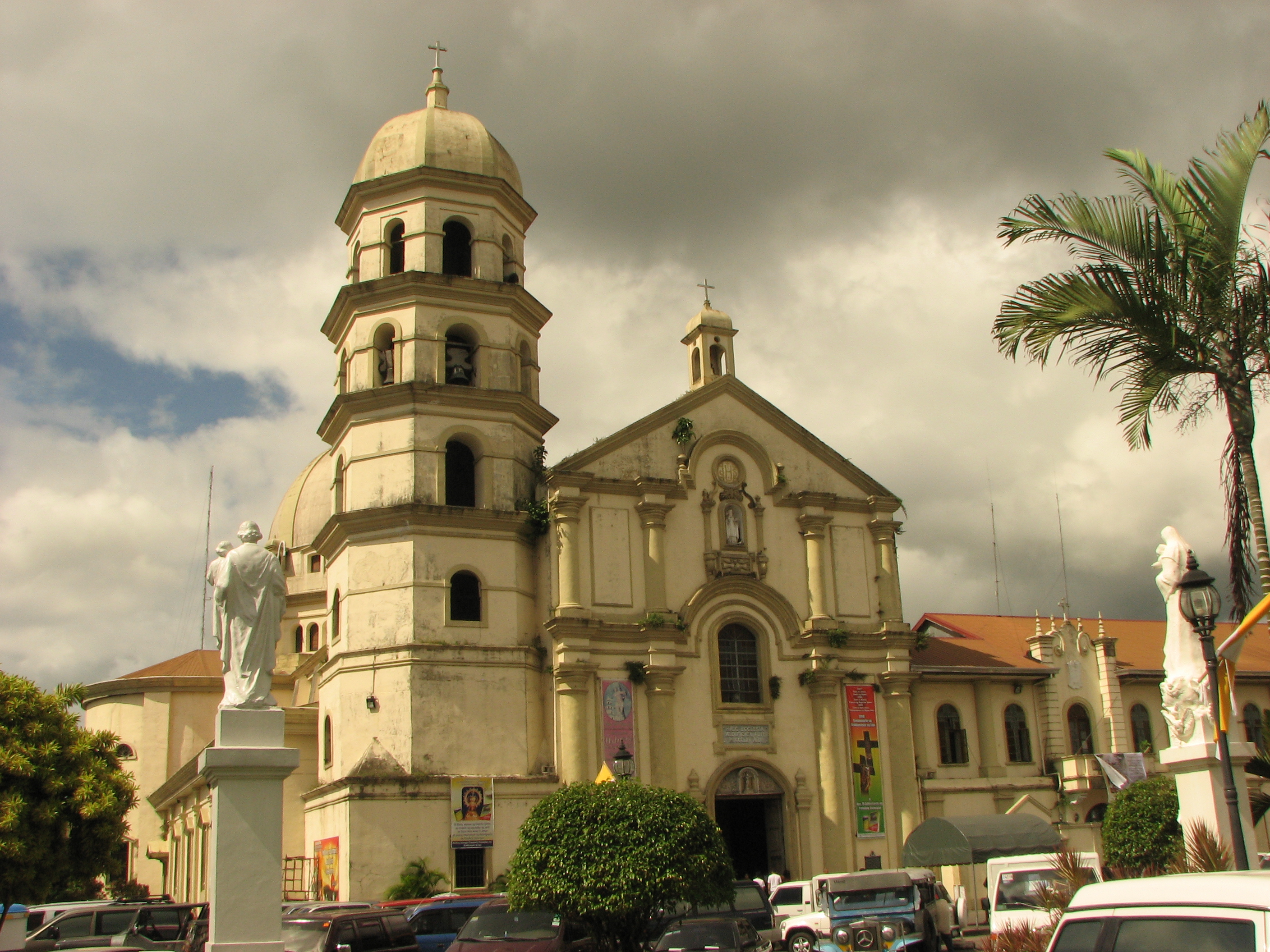
San Sebastian Cathedral, Lipa

Het Aartsbisdom Lipa (Latijn: Archidioecesis Lipensis) is van de 16 rooms-katholieke aartsbisdommen van de Filipijnen. Het gebied van het aartsbisdom Lipa omvat de provincie Batangas. De suffragane bisdommen zijn Boac, Gumaca en Lucena en het territoriaal prelaat Infantain. De metropolitane kathedraal van het aartsbisdom Lipa is de San Sebastian Cathedral in Lipa. De aartsbisschop en metropoliet van de kerkprovincie Lipa is sinds 2004 Ramon Argüelles. Het aartsbisdom had in 2004 een totaal aantal van 1.843.617 geregistreerde gedoopte katholieken.

## Geschiedenis
Het bisdom Lipa werd op 10 april 1910 gecreëerd als suffragaan bisdom van het aartsbisdom Manilla. De eerste bisschop was Joseph Petrelli. Het bisdom omvatte in die tijd nog het eiland Mindoro en het gebied van de huidige suffragane bisdommen. Dit grote bisdom werd later opgesplitst door het ontstaan van het apostolisch vicariaat Mindoro in 1936, het bisdom Lucena en het territoriaal prelaat Infanta in 1950 en het bisdom San Pablo in 1966. Op 20 juni 1972 werd het bisdom door Paus Paulus VI verheven tot aartsbisdom.

## Bisschoppen
- Joseph Petrelli (12 apr 1910 - 30 apr 1915)
- Alfredo Verzosa y Florentin (6 sep 1916 - 25 feb 1951)
- Alejandro Olalia (28 dec 1953 - 2 jan 1973)
- Ricardo Jamin Vidal (22 aug 1973 - 13 apr 1981)
- Mariano Gaviola y Garcés (13 apr 1981 - 30 dec 1992)
- Gaudencio Borbon Rosales (30 dec 1992 - 15 sep 2003)
- Ramon Cabrera Argüelles (14 mei 2004 - 2 feb 2017)
- Gilbert Garcera (2 feb 2017 - heden)